# Lotta greco-romana ai Giochi della XIV Olimpiade - Pesi leggeri
La competizione della categoria pesi leggeri (fino a 67 kg) di lotta greco-romana dei Giochi della XIV Olimpiade si è svolta dal 3 al 6 agosto al Earls Court Exhibition Centre a Londra.

## Formato
Ad ogni incontro venivano assegnate le seguenti penalità:
- 0 = Al vincitore per schienata
- 1 = Al vincitore per decisione
- 2 = Allo sconfitto per decisione (1 giudici contro 2)
- 3 = Allo sconfitto per decisione (0 giudici contro 3)
- 3 = Allo sconfitto per schienata

Con cinque penalità o più il lottatore veniva eliminato.

## Risultati
| Legenda                                  | Legenda |
| ---------------------------------------- | ------- |
| Lottatore con 5 penalità o più Eliminato |         |

### 1º Turno
Si è disputato il 3 agosto.
| Vincitore         | Pen. | Risultato | Sconfitto           | Pen. |
| ----------------- | ---- | --------- | ------------------- | ---- |
| Giacomo Gesino    | 1    | 3:0       | Frans Rombaut       | 3    |
| Károly Ferencz    | 1    | 3:0       | Aage Eriksen        | 3    |
| Georgios Petmezas | 1    | 3:0       | Mohamed Ahmed Osman | 3    |
| Charif Damage     | 0    | Schienata | Luis Rosado         | 3    |
| Abraham Kurland   | 0    | Schienata | Alfred Jauch        | 3    |
| Ahmet Şenol       | 1    | 2:1       | Albert Falaux       | 2    |
| Gustav Freij      | 0    | Schienata | Ray Myland          | 3    |
| Václav Tuhý       | 1    | 3:0       | Eero Virtanen       | 3    |
| Johannes Munnikes | 0    |           | Esentato            |      |

### 2º Turno
Si è disputato il 4 agosto.
| Vincitore         | Pen. | Risultato | Sconfitto           | Pen. |
| ----------------- | ---- | --------- | ------------------- | ---- |
| Johannes Munnikes | 0    | Schienata | Frans Rombaut       | 6    |
| Aage Eriksen      | 4    | 2:1       | Giacomo Gesino      | 3    |
| Károly Ferencz    | 2    | 2:1       | Mohamed Ahmed Osman | 5    |
| Georgios Petmezas | 1    | Schienata | Luis Rosado         | 6    |
| Charif Damage     | 1    | 3:0       | Abraham Kurland     | 3    |
| Gustav Freij      | 0    | Schienata | Albert Falaux       | 5    |
| Ahmet Şenol       | 1    | Schienata | Ray Myland          | 6    |
| Eero Virtanen     | 3    |           | Esentato            |      |

Alfred Jauch e Václav Tuhý hanno rinunciato.

### 3º Turno
Si è disputato il 5 agosto.
| Vincitore      | Pen. | Risultato | Sconfitto         | Pen. |
| -------------- | ---- | --------- | ----------------- | ---- |
| Eero Virtanen  | 4    | 3:0       | Johannes Munnikes | 3    |
| Károly Ferencz | 3    | 2:1       | Giacomo Gesino    | 5    |
| Aage Eriksen   | 4    | Ritiro    | Georgios Petmezas | 4    |
| Charif Damage  | 2    | 3:0       | Ahmet Şenol       | 4    |
| Gustav Freij   | 1    | 2:1       | Abraham Kurland   | 5    |

### 4º Turno
Si è disputato il 5 agosto.
| Vincitore      | Pen. | Risultato | Sconfitto         | Pen. |
| -------------- | ---- | --------- | ----------------- | ---- |
| Aage Eriksen   | 4    | Ritiro    | Eero Virtanen     | 7    |
| Károly Ferencz | 3    | Schienata | Johannes Munnikes | 6    |
| Charif Damage  | 3    | 3:0       | Georgios Petmezas | 7    |
| Gustav Freij   | 1    | Schienata | Ahmet Şenol       | 7    |

### 5º Turno
Si è disputato il 6 agosto.
| Vincitore    | Pen. | Risultato | Sconfitto      | Pen. |
| ------------ | ---- | --------- | -------------- | ---- |
| Gustav Freij | 4    | 3:0       | Károly Ferencz | 6    |
| Aage Eriksen | 5    | 3:0       | Charif Damage  | 6    |

### Spareggio 3º posto
Si è disputato il 6 agosto.
| Vincitore      | Pen. | Risultato | Sconfitto     | Pen. |
| -------------- | ---- | --------- | ------------- | ---- |
| Károly Ferencz |      | 2:1       | Charif Damage |      |

## Classifica finale
| Pos.    | Atleta              | Nazione        |
| ------- | ------------------- | -------------- |
| Oro     | Gustav Freij        | Svezia         |
| Argento | Aage Eriksen        | Norvegia       |
| Bronzo  | Károly Ferencz      | Ungheria       |
| 4       | Charif Damage       | Libano         |
| 5       | Johannes Munnikes   | Paesi Bassi    |
| 6       | Eero Virtanen       | Finlandia      |
| 6       | Georgios Petmezas   | Grecia         |
| 6       | Ahmet Şenol         | Turchia        |
| 9       | Abraham Kurland     | Danimarca      |
| 9       | Giacomo Gesino      | Italia         |
| 11      | Mohamed Ahmed Osman | Egitto         |
| 11      | Albert Falaux       | Francia        |
| 13      | Luis Rosado         | Argentina      |
| 13      | Frans Rombaut       | Belgio         |
| 13      | Ray Myland          | Gran Bretagna  |
| 16      | Václav Tuhý         | Cecoslovacchia |
| 16      | Alfred Jauch        | Svizzera       |